# Línea 370 (Montevideo)
La línea 370 de la red de transporte urbano de Montevideo une el Shopping Portones con la Playa del Cerro.

## Características
Creada en 1976 a modo de sustitución de la línea 70 adquirida por la Unión Cooperativa Obrera de Transporte como consecuencia del cierre de la Administración Municipal de Transporte.
Durante los fines de semana de invierno -hasta el año 2022- su recorrido culminaba en la Terminal del Cerro, dando paso a las líneas L17 y L18 a realizar hasta Playa del Cerro dicho recorrido restante, pero tras la supresión de dichas líneas locales, la 370 pasa a realizar el destino de playa los 7 días de la semana.

## Recorridos
En ambos sentidos circula por los barrios de  Carrasco, Malvín Norte, Buceo, La Blanqueada, Parque Batlle, Tres Cruces, Cordón, Cordón Norte, La Aguada, Arroyo Seco, Reducto, Bella Vista, Prado, Capurro, Paso Molino, Belvedere, La Teja y Cerro.
| Ida - (Terminal Portones) - Messina - Catania - Avenida Italia - Alberto Zum Felde - Flammarión - Dr. Alejandro Gallinal - Iguá - Mataojo - Palma de Mallorca - Isla de Gaspar - Minnesota - Avenida Italia - Dr. Salvador Ferrer Serra - Juan Paullier - Colonia - Avenida Daniel Fernández Crespo - Avenida de las Leyes - Avenida Agraciada - San Quintín - Juan B.Pandiani - Avenida Carlos María Ramírez - Ramón Tabárez - Pedro Castellino - Zona B (Terminal del Cerro) - Pedro Castellino - Turquía - Haití - Avenida Santín Carlos Rossi - Avenida Carlos María Ramírez - Río de Janeiro - Inglaterra - Vizcaya - Suiza - Playa del Cerro | Vuelta - Playa del Cerro - Suiza - Grecia - Berna - Portugal - Avenida Carlos María Ramírez - Avenida Santín Carlos Rossi - Pedro Castellino - Zona A (Terminal del Cerro) - Egipto - Japón - Rotonda de salida del Cerro - Avenida Carlos María Ramírez - Avenida Agraciada - Avenida de las Leyes - Madrid - Magallanes - Miguelete - Arenal Grande - Avenida Uruguay - Eduardo Acevedo - Mercedes - Eduardo Víctor Haedo - Avenida Italia - Juan de Dios Peza - Barroso - Comodoro Coe - Avenida Fco. Solano López - Avenida Italia - Minnesota - Isla de Gaspar - Palma de Mallorca - Mataojo - Iguá - Dr. Alejandro Gallinal - Flammarión - Alberto Zum Felde - Avenida Italia - Avenida Bolivia (Terminal Portones) |

### Destinos intermedios
Ida
- Terminal del Cerro (principalmente los fines de semana)
- Dique Nacional (cuatro frecuencias, arriban sobre las 6:00, 6:30 y 7:00 en la mañana y 15:25 en la tarde de lunes a viernes)

Vuelta
- Hospital de Clínicas
- Iguá y Hipólito Yrigoyen